# Romania ai Giochi della XXVIII Olimpiade
La Romania partecipò ai Giochi della XXVIII Olimpiade, svoltisi ad Atene, Grecia, dal 13 al 29 agosto 2004, con una delegazione di 108 atleti impegnati in sedici discipline.